# Sommerschafweide auf Schwendeberg
Die Sommerschafweide auf Schwendeberg ist ein vom Landratsamt Münsingen am 31. Mai 1955 durch Verordnung ausgewiesenes Landschaftsschutzgebiet auf dem Gebiet der Gemeinde Hohenstein im Landkreis Reutlingen in Baden-Württemberg.

## Lage und Beschreibung
Das 10,3 Hektar große Landschaftsschutzgebiet besteht aus zwei Teilgebieten. Es liegt etwa drei Kilometer südöstlich des Hohensteiner Ortsteils Ödenwaldstetten in den Gewannen Untere Schwende und Schwendeberg. Es gehört zum im Naturraum Mittlere Kuppenalb. Im Westen grenzt unmittelbar das Landschaftsschutzgebiet Sommerschafweide im Weidental an.
Geologisch stehen hauptsächlich die Unteren Massenkalke des Oberjuras an.
Beide Teilgebiete sind heute infolge der Nutzungsaufgabe durch Sukzession und Aufforstung bewaldet.